# Marguerite Higgins
Marguerite Higgins, née le 3 septembre 1920 à Hong Kong et morte le 3 janvier 1966 à Washington D. C., est une journaliste et correspondante de guerre américaine. Elle est l'une des premières femmes à avoir obtenu le prix Pulitzer en 1951 (Edith Wharton, l'avait obtenu en 1921).

## Biographie
Son père, Lawrence Higgins, un Américain travaillant dans une compagnie de fret retourna aux US avec sa famille en 1923.
Higgins fut éduquée à l'université de Californie. Pendant ses premières années, elle travailla sur le journal des étudiants, The Daily Californian. Après son diplôme obtenu 1941, elle entra à l'université Columbia afin d'avoir un master degree en journalisme.
En 1942, Higgins fut recrutée par le New York Tribune. Higgins désira devenir correspondante de guerre en Europe mais ce fut pas avant 1944 que son rédacteur en chef accepta de l'envoyer à Londres. Les années suivantes, elle vint en mission principalement en Europe, son premier reportage de guerre vint de France puis plus tard d'Allemagne. Sa mission impliquait d'accompagner les troupes alliées quand elles entreraient dans les camps d'extermination nazi de Dachau et de Buchenwald.
Après la guerre, elle couvrit le procès de guerre de Nuremberg et la tension croissante entre l'Ouest et l'Est de l'Europe pour le New York Tribune. En 1947, Higgins fut promue chef du Bureau de Berlin.
En 1950, Higgins fut envoyée au Japon où elle devint le chef du bureau pour l'Extrême-Orient. Pendant la guerre de Corée, Higgins vint en Corée du Sud où elle fit le reportage de la chute de la capitale, Séoul, pour les forces nord-coréennes.
Le New York Tribune l'envoya vers le principal reporter de guerre, Homer Bigart, en Corée du Sud qui ordonna à Higgins de rentrer à Tokyo. Higgins refusa de retourner et continua d'être en compétition avec Bigart pour avoir les meilleurs reportages. Cela devint plus difficile quand toutes les femmes reporters furent interdites sur les premières lignes. Higgins était furieuse mais fut tout de même capable de persuader le général Douglas MacArthur de l'autoriser à continuer son travail sur le front de guerre.
Higgins fut avec les marines quand ils débarquèrent à Inchon, 200 miles derrière les lignes nord-coréennes, le 15 septembre 1950, peu après qu'elle fut reconnue comme un journaliste de guerre hors du commun. Son style personnel de reporter de guerre devint populaire auprès du public américain. En octobre, 1950, Higgins fut le sujet d'un article de Life Magazine.
En 1951, son livre War in Korea, devint un best-seller. C'est cette année-là qu'elle obtint le prix Pulitzer pour reportage international et fut élue femme de l'Année Woman of the Year par the Associated Press news organization.
Higgins fut envoyée au Viêt Nam en 1953 où elle fit le reportage de la défaite de l'armée française à Ðiện Biên Phủ. Pendant les combats, elle échappa de peu à la mort pendant qu'elle marchait avec son photographe, Robert Capa, qui fut tué en sautant sur une mine.
En 1955, elle voyagea énormément en Union soviétique et publia son livre Red Plush and Black Bread (1955). Ce livre fut suivi par un autre livre sur le journalisme, News is a Singular Thing (1955). Higgins couvrit aussi la guerre civile au Congo.
Higgins fit beaucoup de visites au Viêt Nam et son livre Our Vietnam Nightmare (1965), est très documenté sur l'engagement militaire des États-Unis dans la région. Pendant son séjour au Viêt Nam en 1965, elle attrapa la leishmaniose, une maladie tropicale. Marguerite Higgins fut rapatriée aux États-Unis mais succomba le 3 janvier 1966. En reconnaissance de ses services exceptionnels, elle est enterrée au cimetière national d'Arlington en Virginie.

## Ouvrages en français
- Guerre en Corée, traduit de l'anglais d'après l'édition américaine "War in Korea : The Report of a Woman Combat Correspondent", Paris : chez Berger-Levrault, 1951, 1 volume, 224 p., 1 carte